# Statuesque Spendthrifts
A Statuesque Spendthrifts Carl Barks író és rajzoló 1952-ben megjelent képregénye Donald kacsa és Dagobert bácsi főszereplésével. Az eredetileg cím nélküli történet a Dell Comics Walt Disney’s Comics and Stories című sorozatának 138. számában jelent meg először, melyben Dagobert és Howduyustan maharadzsája abszurd versengésbe kezdenek, hogy megmutassák, melyikük a világ leggazdagabb embere.

## A cselekmény
|  | Alább a cselekmény részletei következnek! |

Donald és három unokaöccse, Tiki, Niki és Viki éppen multimilliárdos Dagobert bácsikájuk irodája előtt járnak, mikor azt látják, hogy a polgármestert és a parkfelügyelőt kipenderítik az épületből. A két köztisztviselő adományt akart kérni Dagoberttől, hogy szobrot állíthassanak Kacsaháza alapítója, Cornelius Coot tiszteletére. A zsugori Dagobert ezért dobta ki őket az irodájából. Egy sarokkal arrébb éppen Howduyustan maharadzsája halad el kocsijával az utcán, és pénzt szór az összegyűlt tömegnek. A polgármesternek és a parkfelügyelőnek ettől hirtelen az az ötlete támad, hogy díszes ünnepi felvonulást rendeznek az uralkodó számára, hogy kieszközöljék jóindulatát és egy tekintélyes összeget az általuk áhított szoborra.
Másnap Donald az újságban azt olvassa, hogy a maharadzsa, akit a világ leggazdagabb emberének neveznek, 20 000 dollárból emel szobrot Kacsaháza alapítója tiszteletére. Donald, mivel tudja, hogy bácsikája a cikktől biztosan dühbe fog gurulni, gyorsan elsiet hozzá, hogy megmutassa neki. Dagobert természetesen felháborodik, hogy a maharadzsát a világ leggazdagabb emberének merték nevezni, miközben ő tartja magát annak. Donald még cukkolja is bácsikáját, mondván az uralkodó meg is mutatja a vagyonát, nem csak a széfje mélyén dugdossa. Dagobert végül úgy határoz, hogy bebizonyítja, ő a leggazdagabb, ezért megbízza Donaldot, hogy nyomozza ki milyen és mekkora szobor készül.
Egy héttel később a városi parkban ünnepélyes felavatják a maharadzsa adományából emelt szobort. Éppen mikor leleplezik a művet, nem sokkal arrébb Dagobert is felfedi saját szobrát, mely pontos mása a maharadzsáénak, csak éppen kétszer akkora. Az uralkodó éktelen haragra gerjed, hogy Dagobert megpróbál túltenni rajta, és elhatározza egy újabb, nagyobb szobor felállítását. Dagobert vidáman mosolyog egy fa mögött, és ismét megbízza Donaldot, hogy tudjon meg mindent a készülő új szoborról. A két milliárdos vetélkedése révén újabb és újabb szoboravatásra kerül sor a parkban. A maharadzsa nem akar belenyugodni az újabb és újabb vereségbe, a polgármester viszont már térdre borulva könyörög neki, hogy ne állítson több szobrot Cootnak, mert már nem férnek tőlük. A város lakói eközben már arról beszélnek, hogy a világ két leggazdagabb embere biztosan tönkre fog menni a versengésbe. Az uralkodó végső próbálkozása egy saját magát ábrázoló, több mint tizenkét méter magas színarany szobor, melynek turbánját gyémántok díszítik. A mű azonban ez alkalommal is eltörpül Dagobert vakító, kétszer akkora gyémántberakásos platinaszobra mellett. A maharadzsa ezzel már nem tud versenyre kelni, mert a kincstára teljesen kiürült.
Valamivel később Donald és Dagobert a parkban sétálnak, ahol a még a ruháit és elvesztett uralkodó koldul. Donald megjegyzi bácsikájának, hogy igazán adhatna néhány centet a szerencsétlen alaknak, mire Dagobert ráförmed, hogy ő aztán nem fogja esztelenül szórni a pénzt.
|  | Itt a vége a cselekmény részletezésének! |

## Motívumok és a történet megítélése
Carl Barks Statuesque Spendthrifts-történetének központjában a kapitalizmus két, egymással szembenálló jelensége, a protestantizmus takarékosságra és önmegtartóztatásra felszólító etikája, valamint a tehetős réteg látványos és feltűnést keltő költekezése áll. A cselekményben a világ két leggazdagabb embere, Dagobert bácsi és Howduyustan maharadzsája azon versengenek, hogy melyikük tud nagyobb szobrot állítani Kacsaháza alapítójának, Cornelius Cootnak. A fogyasztó társadalomban, hogy elismerjék valakinek a gazdagságát, a vagyont nem elég birtokolni, hanem közszemlére is kell tenni. Ez a történetben az egyre hatalmasabb szobrok állításában testesül meg, melyek mellett a város, aminek eredetileg alapítója tiszteletére emelték volna őket, bizarr módon egyre jobban eltörpül. A versengés eredményeképpen a maharadzsa teljesen elszegényedik és koldulásra kényszerül. Az ironikus befejezésben Dagobert, a vagyonos réteg szinonimájaként, a történet során ugyan milliárdokat költött el pusztán bizonyítási kényszerből, de a bajba jutott uralkodó, a szegény réteg, néhány centtel való kisegítését már pazarlásnak tartja.
A Statuesque Spendthrifts megjelenése után egy nő panaszlevelet küldött Barks kiadójának, melyben azt kifogásolta, ahogyan a történetben felettébb pazarló módon bántak a pénzzel, ahelyett, hogy azt a társadalom számára kedvező módon használták volna fel. A kiadó a levelet eljuttatta Barkshoz, aki egyáltalán nem neheztelt a kritikáért, de úgy vélte, hogy az olvasó nem látta át teljesen a történetet. A pénz, melyet Dagobert és a maharadzsa abszurd vetélkedésük során elköltöttek, nem veszett el, hanem visszafolyt a gazdaságba és munkát adott az embereknek. Emellett azonban „…a történet az önéltetés és pazarlás szatírája volt, és nem pedig annak védelmében született meg.” – írja könyvében Thomas Andrae. A kiadóhoz érkező levelek, azok jogos vagy éppen nem egészen helytálló kritikáitól eltekintve, hatással voltak Dagobert bácsi jellemére és történeteire az 1950-es évek elején. Barks ugyanis úgy érezte, hogy az olvasók körében a kapitalizmust érintő témák nem igazán közkedveltek.

## Megjelenése
A Western Publishing, a Dell Publishing partnercége 1951. július 12-én vette át a tíz oldalas, eredetileg cím nélküli Statuesque Spendthrifts történetét, mely első alkalommal a Walt Disney’s Comics and Stories című sorozat 138. számában, 1952 márciusában jelent meg. A történetet eredeti megjelenése után többször is kiadták, először a Gold Key Comics Walt Disney’s Comics and Stories 419. számában, 1975-ben.